# Nouvion-sur-Meuse

Nouvion-sur-Meuse este o comună în departamentul Ardennes din nordul Franței. În 1 ianuarie 2022 avea o populație de 2.235 de locuitori.